# Lalisa Manobal
Lalisa Manobal, bedre kendt under kunstnernavnet ลิซ่า / Lisa, (født 1997) er thailandsk sanger. Hun er medlem af K-pop-gruppen Blackpink.